# Ancyloceratina
De Ancyloceratina zijn een diverse onderorde van uitgestorven ammonieten die het nauwst verwant waren aan de ammonieten van de orde Lytoceratina. Ze evolueerden tijdens het Laat-Jura, maar waren niet erg gebruikelijk tot het Krijt, toen ze snel diversifieerden en een van de meest onderscheidende componenten van de Krijt-zeefauna werden. Ze zijn gemeld uit elk continent en velen worden gebruikt als zonale of indexfossielen. Het meest onderscheidende kenmerk van de Ancyloceratina is de neiging om schelpen te vormen die geen regelmatige spiralen zijn zoals bij de meeste andere ammonieten. Deze onregelmatig opgerolde ammonieten worden heteromorfe ammonieten genoemd, in tegenstelling tot regelmatig opgerolde ammonieten, die homomorfe ammonieten worden genoemd.

## Biologie
De biologie van de heteromorfe ammonieten is niet duidelijk, maar zeker is dat hun afgerolde schelpen deze vormen tot zeer slechte zwemmers zouden hebben gemaakt. Open schelpen, vooral die met stekels en ribben, zorgen voor veel weerstand; maar wat nog belangrijker is, de oriëntatie van de schaal, met het lichaam dat onder het drijvende deel van de schaal hangt, zou een ernstige belemmering hebben gevormd voor efficiënt zwemmen. Het is waarschijnlijker dat deze ammonieten ofwel in het plankton ronddreven en kleine dieren verzamelden op lange tentakels zoals moderne kwallen, of dat ze langs de zeebodem kropen en zich voedden met zittend of langzaam bewegende dieren zoals mosselen.

## Morfologie
Ancyloceratida varieerden sterk in grootte, variërend van de minuscule Ptychoceras, dat amper drie centimeter lang was, tot Baculites en Diplomoceras, die konden uitgroeien tot een tot twee meter lang. Sommige soorten waren zeer wijdverbreid, soorten Hamites zijn bijvoorbeeld te vinden in Eurazië, Zuid-Amerika, Australië en Antarctica. Anderen, zoals die in de Western Interior Seaway die een groot deel van de Verenigde Staten besloeg, waren veel meer gelokaliseerd.
Bij de meer basale vormen wijkt de schaal slechts een klein beetje af van een perfecte spiraal, waarbij alleen de laatste, buitenste krans open is en een haak vormt onder de hoofdspiraal. In dergelijke vormen was de spiraal het van een kamer voorziene, drijvende deel van de schelp, en de haak was de leefkamer waarin het zachte lichaam van de ammoniet verbleef. Voorbeelden van dergelijke typen waren Ancyloceras, Protanisoceras en Tropaeum. De meer geavanceerde heteromorfen vertrokken radicaal van dergelijke vormen. De schelpen van Ptychoceras bestonden uit drie of vier schachten die aan elkaar waren geplet en verbonden met strakke bochten van honderdtachtig graden. Leden van het geslacht Hamites waren veel groter, maar hadden een vergelijkbare vorm, hoewel de schachten open waren, zodat het geheel eruitzag als een grote paperclip.
Veel van de eerdere heteromorfe vormen hadden regelmatig opgerolde schelpen die nauwelijks te onderscheiden waren van de homomorfe ammonieten (bijvoorbeeld het geslacht Deshayesites uit het Vroeg-Krijt). Sommige uitlopers van de niet-opgerolde variëteiten werden zelfs regelmatig opgerold. De meest opvallende hiervan waren de Scaphites, Hoploscaphites en hun verwanten, die meestal regelmatige spiralen van vorm waren, met uitzondering van een zeer kleine haak aan het einde.
Het Laat-Krijt genoot de grootste verscheidenheid aan heteromorfen, waaronder Baculites met rechte schelp en Sciponoceras; de spiraalvormig opgerolde Turrilites; en de bizarre Nipponites, die meer op een bolletje touw leken dan op iets anders. Sommige vormen combineerden verschillende wikkelvormen. Nostoceras begon bijvoorbeeld met een helix zoals een Turrilites, maar had een vlakke haak eronder hangen, meer als een Ancyloceras.
De heteromorfe ammonieten met dunne schelp leefden waarschijnlijk op een diepte van zesendertig tot honderddrieëntachtig meter.

## Taxonomie
Onderorde Ancyloceratina
- Superfamilie Ancyloceratoidea
  - Acrioceratidae
  - Ancyloceratidae
  - Bochianitidae
  - Crioceratitidae
  - Hamulinidae
  - Hemihoplitidae
  - Heteroceratidae
  - Himantoceratidae
  - Labeceratidae
  - Macroscaphitidae
  - Ptychoceratidae
- Superfamilie Deshayesitoidea
  - Deshayesitidae
  - Parahoplitidae
- Superfamilie Douvilleiceratoidea
  - Astiericeratidae
  - Douvilleiceratidae
  - Trochleiceratidae
- Superfamily Scaphitoidea
  - Scaphitidae
- Superfamilie Turrilitoidea
  - Anisoceratidae
  - Baculitidae
  - Diplomoceratidae
  - Hamitidae
  - Nostoceratidae
  - Turrilitidae